# A.S.D.C. Borgomanero
Associazione Sportiva Dilettantistica Calcio Borgomanero là một câu lạc bộ bóng đá Ý đến từ Borgomanero, Piedmont.

## Lịch sử
Vào năm 2012-13, Borgomanero đã thăng hạng lên Serie D sau khi hoàn thành vị trí đầu tiên ở Eccellenza Piedmont và Aosta Valley Girone A.

### Thành lập
Nó được thành lập vào năm 1951 và đã dành nhiều mùa ở Serie D.

## Màu sắc và huy hiệu
Màu của đội là màu đỏ.